# Shin Seiki Evangelion
Shin Seiki Evangelion slavna je japanska ZF anime serija iz 1995. Redatelj, autor i glavni pisac scenarija je Hideaki Anno, a producirao ga je studio Gainax. To je apokaliptična serija s Judejsko-kršćanskim simbolima iz Knjige Postanka i biblijskih apokrifnih spisa: ogromna demonska bića, zvana "Anđeli", napadaju zemlju 2015. godine a troje tinejdžera se bore s njima u ogromnim robotima.
Serija spada u japanski žanr mecha, tj. animirane filmove o divovskim robotima. Ima 26 epizoda, 2 posebna anime filma (Death & Rebirth i The End of Evangelion) i istoimenu manga adaptaciju Yoshiyukija Sadamota. Naslov ima i latinsku inačicu, Neon Genesis Evangelion, što znači "Evanđelje novog postanka". Kasnije epizode skreću pozornost na psihoanalizu likova koji iskazuju razne emotivne probleme i naznake mentalne bolesti., priroda egzistencije i stvarnosti se preispituju zbog čega bi se serija mogla karakterizirati kao "postmoderna fantazija". Kroz zaplet u kojem tajna organizacija kani pokrenuti "proces instrumentalizacije" kako bi uzvisila čovječanstvo na novu razinu postojanja, priča se dotiče tema transhumanizma i eugenike.  
Zadnje dvije epizode (25 i 26) izazvale su kontroverze zbog otvorenog kraja koji je mnogo toga ostavio otvorenim, no Anno je branio svoju umjetničku slobodu te izjavio da mu se kraj svidio.
U 2005., TV Asahi je objavio dvije liste "100 najboljih animiranih ostvarenja". "Evangelion" se našao i na jednoj i na drugoj: na listi koja je sastavljena prema anketi provedenoj diljem nacije, našao se na 22. mjestu a na listi sastavljenoj po online anketi Japanaca, završio je na visokom 2. mjestu. U časopisu Animage osvojio je prvo mjesto u kategoriji "najbolji anime godine" dva puta za redom: prvi put 1996. s 2544 glasa a drugi put 1997. s 2853 glasa. 1997., čak se osam epizoda iz serije našlo na listi 20 najboljih anime epizoda godine dok su protagonisti Shinji Ikari i Kaoru Nagisa proglašeni prvim i drugim najboljim muškim anime likom godine, a Rei Ayanami, Asuka Langley i Misato Katsuragi prvim najboljim, odnosno četvrtim i desetim najboljim ženskim anime likom godine.

## Radnja
U rujnu 2000. godine je jedna ekspedicija znanstvenika pod vodstvom dr. Katsuragija krenula na južni pol gdje je pronađeno tajnovito biće Adam. Još prije su naime nađeni tajni spisi iz Kumrana kraj Mrtvog mora koji su predvidjeli apokalispsu čovječanstva za 2015. godinu, a koja će biti najavljena od tajnovitih bića, tzv. anđela. No kada su znanstvenici počeli istraživati Adama on je pokrenuo mehanizam za samouništenje i pokrenuo Drugi udar ("Second Impact"), katastrofu koja otopila polove Zemlje i uništila pola čovječanstva. Da bi se spriječio Treći udar ("Third Impact") koji bi mogao uništiti cijeli svijet, oformirane su tajne organizacije SEELE i NERV čiji je zadatak boriti se protiv anđela. Oni su klonirali ostatke Adama i stvorili Evangelione (skraćeno Eva), neobična stvorenja nalik na robote visine 50 metara, koji bi trebali štititi ljude.
Godina je u međuvremenu 2015. Shinji Ikari je običan 14-godišnji dječak koji živi u Japanu. No jednog dana ga njegov otac Gendo, vođa organizacije NERV, pozove da upravlja Evom 01 i pomogne spasiti svijet. Shinji nevoljko pristaje a u svoj ga stan primi šaljiva i optimistična zapovjednica Misato Katsuragi. Shinjiju se u upravljanju druga dva robota pridruže i kolegice iz škole; povučena Rei Ayanami i ekstrovertirana Njemica Asuka Langley Soryu. Zajedno uspijevaju obraniti zemlju od napada Anđela, od Sachaela do Araela. No ispostavi se da Anđeli napadaju Tokyo jer je Gendo uspio u svoj laboratorij dovesti embrij Adama, a dodirom s njim bi se dogodila apoklipsa. 
No Gendo planira izvesti tajni proces instrumentalizacije neovisno od SEELE, koja s njim planira dovesti čovječanstvo do nove evolucijske razine i ujediniti sve duše u jednu. Za Gendo bi taj proces bio izvediv jedino ako ponovno sretne svoju preminulu suprugu i Shinjijevu majku, čija se duša spojila s robotom EVA 01 i čiji je tajni klon Rei Ayanmi. Shinji pobijedi i zadnjeg Anđela te tada krene proces instrumentalizacije kojeg je sam Shinji odabrao jer je imao izbor vratiti svijet na staro ali nije. Cijeli svijet postaje psihodelično mjesto, a Shinji se nađe u prostorima koji se protive zakonima fizike. Ljudska vrsta je na posljetku evoluirala kroz proces instrumentalizacije. Ne postoji više odvojenost od svijeta, materije i drugih ljudi već je sveukupna stvarnost postala dijelom jedne kolektivne svijesti. Čitava ljudka vrsta ponovno se rađa u novom svijetu gdje je granica između prostora i vremena nevidljiva. U konačnici Shinji uz pomoć kolektivne svijesti ljudi koje poznaje uspijeva pobijediti svoju duboku depresiju i samoprezir.

## Glasovi
- Megumi Ogata kao Shinji Ikari
- Kotono Mitsuishi kao Misato Katsuragi
- Megumi Hayashibara kao Rei Ayanami
- Yuko Miyamura kao Asuka Langley Soryu
- Fumiko Tachiki kao Gendo Ikari
- Motomu Kiyokawa kao Kozu Fuyutsuki
- Miki Nagasawa kao Maya Ibuki

## Nagrade
Osvojen "Best TV animation Award" u Kobeu.

Anime Grand Prix (1995.,1996.,1997.)

Japan Media Arts Festival nagrada za izvrsnost

## Popis epizoda
Neon Genesis Evangelion
- 1. Angel Attack
- 2. An Unfamiliar Ceiling
- 3. The Phone That Never Rings
- 4. Rain, and After Running Away
- 5. Rei, Beyond the Heart
- 6. Decisive Battle in Tokyo-3
- 7. A Human Work
- 8. Asuka's Arrival in Japan
- 9. Moment and Heart Together
- 10. Magma Diver
- 11. In the Still Darkness
- 12. The Value of Miracles
- 13. An Angel's Invasion
- 14. SEELE, the Throne of Souls
- 15. Lies and Silence
- 16. In sickness unto death, and...
- 17. The Fourth Child
- 18. The Choice of Life
- 19. A Man's Battle
- 20. Shape of Heart, Shape of Human
- 21. The Birth of NERV
- 22. At Least, Be Human
- 23. Tears
- 24. The Final Messenger
- 25. A World That's Ending
- 26. The Beast that Shouted "I" at the Heart of the World

The End of Evangelion
- 25' Air
- 26' Sincerely Yours

## Popis Anđela
- Adam (Seed of Life)
- Lilith (Seed of Knowledge)
- Sachiel
- Shamshiel
- Ramiel
- Gaghiel
- Israfael
- Sandalphon
- Matarael
- Sahaquiel
- Iruel
- Leliel
- Bardiel
- Zeruel
- Arael
- Armisael
- Tabris
- Lilin (Čovječanstvo - prema animeu Anđeli dijele 99.89 % istog DNA s ljudima, a u filmu "The End of Evangelion" Misato otvoreno izgovara da je čovječanstvo 18. Anđeo)[9]

## Zanimljivosti
- 9. rujna 2006. Gainax je objavio novu seriju animiranih filmova koji će se zvati "Rebuild of Evangelion". Sastojat će se od četiri filma koji će biti objavljeni 2007. i 2008. Prva tri filma bit će alternativno prepričavanje serije s novim likovima i pozadinama, dok će četvrti biti potpuno novi završetak priče.[10]
- Nakon završetka serije, Anno je dobio prijeteća pisma obožavatelja serije koji nisu bili zadovoljni surealnim završetkom.
- U originalnom japanskom jeziku, riječ "Shito" u seriji se može prevesti i kao "Apostoli" i kao "Anđeli".
- Superkompjuteri Melkior, Baltazar i Gašpar dijele ista imena kao i Sveta tri kralja koji su posjetili rođenje Isusa Krista u Betlehemu.
- Drvo života je spomenuto u seriji i prikazano u uvodnim špicama epizoda.
- Drugi anđeo, Lilith, je prikazan razapet. Lilith se doista spominje i u židovskom folkloru kao prva žena Adama i kao mezopotamski demon koji napada djecu. Ona predstavlja prvu ženu i majku čovječanstva u seriji.
- Mnogi likovi dobili su imena po japanskim brodovima iz 2. svjetskog rata: Katsuragi, Akagi i Soryu su bili nosači aviona, Ayanamai i Fuyutsuki su bili razarači, Fuyutsuki je spašavao preživjele. Ibuki pak nikada nije sagrađen, iako je bio u planu.
- U epizodi 16, Shinji i EVA-01 bivaju apsorbirani u "More Diraca". To dolazi iz teorije znanstvenika Paula Diraca koji je smatrao da se cijeli svemir sastoji od elektrona negativne energije, tj. antimaterije.
- Isprva je Anno planirao potpuno drugačiji kraj, ali je studiju ponestalo novca pa je morao promijeniti završnicu koja bi se mogla lakše i brže animirati. Originalna završnica se pak nalazi u anime filmu iz 1997., Death and rebirth i End of Evangelion.
- U odjavnoj špici sake epizode svira pjesma "Fly Me to the Moon" Barta Howarda, u interpretaciji Megumi Hayashibare.[11]

## Posebnosti serije
Početak serije je mecha-klasika. Pojavljuje se nepoznata i čudovišna prijetnja iz svemira. Svjetske vlade osnovale su tajnu podzemnu bazu nedaleko potopljenog Tokija, te su sagrađena tri divovska robota kojima mogu upravljati samo tinejdžeri. Međutim, na tim betonskim temeljima izrasla je Sagrada Familia japanske animacije, ekstravagantno djelo koje pretendira na duhovnost. »Neon genesis evangelion«. Evanđelje novog postanka.
Prije trideset godina, mecha je prikazivala robote kako se bore protiv čudovišta. Zatim se pojavila glasovita serija »Gundam« (1979), gdje su prvi put roboti korišteni kao oružje u ratu ljudi protiv ljudi. Sljedeći korak, iako je došao tek petnaest godina kasnije, zapravo je logičan: čovjek koristi robote da se bori protiv Boga. 
Jer užasna svemirska čudovišta u »Evangelionu« zapravo su vojska anđela: Ariel, Izrafel, Ramiel, Leliel... Nasuprot njima, roboti koji brane Zemlju dizajnirani su po uzoru na japanske demone, dok im je ime biblijsko — EVA. Tu je i Adam, kljasti div velik kao katedrala, koji je prikovan na križ u katakombama baze. Kompjuterski sustavi zovu se Gašpar, Melkior i Baltazar. Pojavljuje se i Lilit, Longinovo koplje... Kršćanska mistika obilno je korištena u seriji, i to na prilično morbidan način, kao i Gnosticizam. »Kraj Evangeliona« (1997.), dugometražni film koji je Anno snimio da zaključi seriju i koji se općenito smatra njegovim krunskim ostvarenjem, prikazuje nam jednu apokrifnu Apokalipsu. Uostalom, Sudnji dan je čest motiv u Japanu, jedinoj zemlji koja je već okusila njegovu vatru. 
Ipak, iza »Evangeliona« stoji nešto što danas jače od Apokalipse djeluje na maštu mladeži: Sigmund Freud. Već je »Gundam« uveo osjećaj nesigurnosti i tjeskobe u dotad savršene mlade pilote robota. Anno je taj osjećaj doveo do ekstrema. Shinji, junak »Evangeliona«, ima Edipov kompleks prema ocu, ne zna tko mu je majka, ne može normalno razgovarati s djevojkama i kronično pati od paranoje. Njegov robot, koji je zapravo živo biće, postaje sredstvo za eksterioriziranje njegove bolesne psihe, pa bitke završavaju i u kanibalizmu. Povezanost između EVA robota i njihovih pilota, kao i glavni cilj Projekta ljudske instrumentalizacije, nose snažne sličnosti s Freudovim teorijama o unutrašnjem sukobu i međuljudskoj komunikaciji. Iako sve ovo možda već izgleda groteskno, milijuni tinejdžera diljem Japana i SAD-a identificirali su se s junakom. 
"Shin Seiki Evangelion" jedan je od najslavnijih ali i najkontroverznijih animea 20. stoljeća. U njemu slavni redatelj animacije Hideaki Anno na neobičan način preispituje pojmove religije, egzistencije, izolacije, raspadanje obitelji i individualnosti. Sama je priča iznimno komplicirana i teška, no Anno se u njoj tim temama približava na "mala vrata", počevši od prvih epizoda u obliku lagane i pristupačne sci-fi komedije koja je puna šala i simpatičnih likova, a nakon pitkih uvodnih epizoda suptilno prelazi na ozbiljnije teme, čime ujednačeno gradira ritmom. Hrabra priča nije za sve ukuse i mnogo toga ostavlja otvorenim. Odnos religije i čovječanstva u toj priči podložan je raznim interpretacijama.

## Utjecaj
Iako je na "Evangelion" utjecala anime serija "Devilman" iz 1972., sama serija je postala klasik japanskog ZF-a. Psihološki, apstraktni i surealni dodir utjecao je na anime seriju "Utena", a "Serial Experiments Lain" obradio je mnogo sličnih tema kao i "Evangelion". Annova vlastita kasnija romantična anime serija "Kare Kano" koristi se sličnim psihološkim stilovima te čak u jednoj epizodi na ironičan način i spominje tu seriju. Chiaki J. Konaka, scenarist treće sezone Digimona, Digimon Tamers i Serial Experiments Lain, je napomenuo kako je Evangelion njemu, važna inspiracija. Upravo zbog toga, uočljive su razlike između sezone Tamers i prethodnih sezona. Tamers uključuje mračnije teme, fiziološka pitanja, cyberpunk i sličan dizajn određenih likova i programa. Iz fan baze, proizašao je i novi izraz za Tamerse; "Neon Genesis Evangelion with Mons". "RahXephon", anime ZF "mecha" serija iz 2002., je bila uspoređivana s "Evangelionom" od mnogih obožavatelja, a neki su je čak nazvali i plagijatom.

## Kritike
| „        | Iako je bio centar mnogih rasprava, simbolizam ovog animea drži jako malo vode sa pričom. Većina njega izgleda kao da je samo stavljen tu jer zvuči 'cool', ali da je samo nebulozan opis zbog lijenosti scenarista...Da li je EVA serija vrijedna gledanja? Da. Da li zaslužuje biti postavljena iznad svih drugih animea? Ne. | ” |
| — Ender, | |   |

| „               | Par godina nakon nastanka, Evangelion se odmah pojavio u centru kontroverze u okrugu anime obožavatelja. Dvije strane su se, čini se, zauvijek posvađale oko toga da li je EVA najbolji anime svih vremena ili samo najprecijenjeniji. S prolazom vremena moguće je objektivnije gledati na ovu seriju, a ona zbilja gotovo uopće nije zastarjela. To je definitivno djelo s manama, ali njegov razmjer ostvarenja je nevjerojatan a njegov umjetnički utjecaj neosporiv. Više nije neobično izjaviti da je EVA definitvno jedan od velikih radova animacije za sva vremena. | ” |
| — Mike Crandol, | |   |

| „            | Reputacija "Evangeliona" je iznimno precijenjena. Iako je serija većinom zanimljiva, uporabom konfuznih religijskih referenci u kombinaciji sa slabim, siromašno razvijenim likovima te prosječnih dijaloga između likova, guraju ovu seriju dolje prema jedva nečemu iznad prosjeka, u najboljem slučaju. | ” |
| — Tim Jones, | |   |

| „              | Postoje samo male sitnice koje sprječavaju ovu seriju da zauzme titulu najvećeg kalibra u mojem mišljenju. | ” |
| — Raphael See, | |   |

| „      | Shin Seiki Evangelion je bio moj najdraži anime, i još uvijek je moj najdraži anime ikada. | ” |
| — Kal, |                                                                                            |   |

## Vanjske poveznice
|  | Zajednički poslužitelj ima još gradiva o temi Neon Genesis Evangelion |

### Službeni site
- Shin Seiki Evangelion - Japanski jezik  Arhivirana inačica izvorne stranice od 26. rujna 2011. (Wayback Machine)
- Evangelion site od King record - Japanski jezik

### Siteovi s informacijama
- Shin Seiki Evangelion u internetskoj bazi filmova IMDb-a
- Shin Seiki Evangelion na Anime News Network Encyclopedia
- Shin Seiki Evangelion na AnimeNFO.com
- Eva Otaku
- The Neon Genesis Evangelion Fan-Geeks Commentary Project
- Evangelion Forum at AnimeNation  Arhivirana inačica izvorne stranice od 12. listopada 2006. (Wayback Machine)
- Eva Armageddon  Arhivirana inačica izvorne stranice od 16. travnja 2016. (Wayback Machine)
- Neon Genesis Evangelion Anime  Arhivirana inačica izvorne stranice od 30. travnja 2009. (Wayback Machine)